# Los guardiamarinas
Los guardiamarinas es una película española de comedia romántica estrenada en 1967, dirigida por Pedro Lazaga y con guion de  Pedro Masó, Rafael J. Salvia y Vicente Coello.
En los premios otorgados por el Sindicato Nacional del Espectáculo, ganó el de mejor película, mejor actor secundario (Emilio Gutiérrez Caba) y mejor fotografía (Juan Mariné).

## Sinopsis
Tras regresar de un viaje a bordo del buque-escuela Juan Sebastián de Elcano (A-71), el comandante Carlos Torres acaba de ser padre nuevamente y, forzado por su esposa, acepta un nuevo destino en tierra firme: debe hacerse cargo de la nueva promoción de aspirantes a guardiamarina en la Escuela Naval Militar en Marín (Pontevedra). Un grupo de guardiamarinas se preparan para llegar a ser oficiales de la Armada, algunos de ellos tendrán que soportar las típicas novatadas. Entre los veteranos se encuentra Enrique Andrade, estudiante de quinto curso, hijo de un contramaestre que quiere vivir la vida. Otro, Miguel Montero, es estudioso y competitivo. Miguel y Enrique rivalizarán aún más cuando Miguel empiece a salir con María José, amiga de Enrique.

## Reparto
- Alberto de Mendoza ... Comandante de Brigada Carlos Torres
- Julia Gutiérrez Caba ... Isabel
- José Luis López Vázquez ... Cabo Goro Rioseco
- Pepe Rubio ... Caballero guardamarina Enrique Andrade
- Paloma Valdés	...	María José Ferreira
- Manuel Zarzo	... Caballero guardamarina Miguel Montero
- Alfredo Landa	...	Ignacio Vidal
- Andrés Mejuto	...	Contramaestre Andrade
- Emilio Gutiérrez Caba	...	Cerebro
- José Marco Davó...	Sr. Ferreira
- Manuel Manzaneque	...	Vilariño
- David Areu ... Rivas
- Carlos Mendy ...	Comandante segundo
- Carlos Vasallo ... Chacón
- Alfredo Santacruz	 ... Comandante director
- Beni Deus	...	Soleares
- Mari Carmen Yepes	...	Felisa
- Luis Varela ... Tito
- María Duval ... Chica en fiesta
- Jesús Guzmán ... Pagador
- Maribel Sáez ...	Chica en fiesta
- Francisco Dumont ...	Joven del traje gris en fiesta
- Julio Navarro	...	Médico de la escuela militar
- Ana Carvajal ...	Mujer del comandante segundo
- José Sepúlveda ... Padre de Felisa
- Vicente Sangiovanni ... Marinero
- Francisco Camoiras ... Cabo de guardia
- Fernando Serrano ...	Joven de rojo en fiesta